# 2014-es Formula–1 belga nagydíj
A belga nagydíj volt a 2014-es Formula–1 világbajnokság tizenkettedik futama, amelyet 2014. augusztus 22. és augusztus 24. között rendeztek meg a belgiumi Circuit de Spa-Francorchampson, Spában. A hétvégén a szezon korábbi nagydíjaihoz képest pilótacsere történt: a Caterhamnél Kobajasi Kamui helyére André Lotterer érkezett, csak erre a versenyre.

## Szabadedzések

### Első szabadedzés
A belga nagydíj első szabadedzését augusztus 22-én, pénteken délelőtt tartották.
| helyezés | versenyző           | csapat/motor         | elért idő | különbség | futott kör |
| -------- | ------------------- | -------------------- | --------- | --------- | ---------- |
| 1        | Nico Rosberg        | Mercedes             | 1:51,577  | −         | 25         |
| 2        | Lewis Hamilton      | Mercedes             | 1:51,674  | +0,097    | 24         |
| 3        | Fernando Alonso     | Ferrari              | 1:51,805  | +0,228    | 16         |
| 4        | Jenson Button       | McLaren-Mercedes     | 1:52,404  | +0,827    | 21         |
| 5        | Kimi Räikkönen      | Ferrari              | 1:52,818  | +1,241    | 17         |
| 6        | Sergio Pérez        | Force India-Mercedes | 1:52,903  | +1,326    | 24         |
| 7        | Kevin Magnussen     | McLaren-Mercedes     | 1:52,922  | +1,345    | 23         |
| 8        | Nico Hülkenberg     | Force India-Mercedes | 1:52,937  | +1,360    | 22         |
| 9        | Daniel Ricciardo    | Red Bull-Renault     | 1:52,972  | +1,395    | 19         |
| 10       | Valtteri Bottas     | Williams-Mercedes    | 1:53,172  | +1,595    | 20         |
| 11       | Sebastian Vettel    | Red Bull-Renault     | 1:53,369  | +1,792    | 11         |
| 12       | Danyiil Kvjat       | Toro Rosso-Renault   | 1:53,594  | +2,017    | 21         |
| 13       | Romain Grosjean     | Lotus-Renault        | 1:53,597  | +2,020    | 20         |
| 14       | Adrian Sutil        | Sauber-Ferrari       | 1:53,703  | +2,126    | 14         |
| 15       | Felipe Massa        | Williams-Mercedes    | 1:53,968  | +2,391    | 20         |
| 16       | Jean-Éric Vergne    | Toro Rosso-Renault   | 1:54,189  | +2,612    | 20         |
| 17       | Giedo van der Garde | Sauber-Ferrari       | 1:54,335  | +2,758    | 16         |
| 18       | Pastor Maldonado    | Lotus-Renault        | 1:55,336  | +3,759    | 21         |
| 19       | Jules Bianchi       | Marussia-Ferrari     | 1:55,782  | +4,205    | 19         |
| 20       | Alexander Rossi     | Marussia-Ferrari     | 1:57,232  | +5,655    | 20         |
| 21       | André Lotterer      | Caterham-Renault     | 1:58,886  | +6,309    | 24         |
| 22       | Marcus Ericsson     | Caterham-Renault     | 1:58,977  | +6,400    | 24         |

### Második szabadedzés
A belga nagydíj második szabadedzését augusztus 22-én, pénteken délután tartották.
| helyezés | versenyző         | csapat/motor         | elért idő  | különbség | futott kör |
| -------- | ----------------- | -------------------- | ---------- | --------- | ---------- |
| 1        | Lewis Hamilton    | Mercedes             | 1:49,189   | −         | 26         |
| 2        | Nico Rosberg      | Mercedes             | 1:49,793   | +0,604    | 28         |
| 3        | Fernando Alonso   | Ferrari              | 1:49,930   | +0,741    | 19         |
| 4        | Felipe Massa      | Williams-Mercedes    | 1:50,327   | +1,138    | 24         |
| 5        | Jenson Button     | McLaren-Mercedes     | 1:50,659   | +1,470    | 31         |
| 6        | Valtteri Bottas   | Williams-Mercedes    | 1:50,677   | +1,488    | 26         |
| 7        | Danyiil Kvjat     | Toro Rosso-Renault   | 1:50,725   | +1,536    | 25         |
| 8        | Daniel Ricciardo  | Red Bull-Renault     | 1:50,977   | +1,788    | 16         |
| 9        | Kevin Magnussen   | McLaren-Mercedes     | 1:51,074   | +1,885    | 31         |
| 10       | Nico Hülkenberg   | Force India-Mercedes | 1:51,077   | +1,888    | 26         |
| 11       | Jean-Éric Vergne  | Toro Rosso-Renault   | 1:51,383   | +2,194    | 26         |
| 12       | Adrian Sutil      | Sauber-Ferrari       | 1:51,450   | +2,261    | 29         |
| 13       | Sergio Pérez      | Force India-Mercedes | 1:51,573   | +2,384    | 28         |
| 14       | Romain Grosjean   | Lotus-Renault        | 1:52,196   | +3,007    | 25         |
| 15       | Kimi Räikkönen    | Ferrari              | 1:52,234   | +3,045    | 18         |
| 16       | Jules Bianchi     | Marussia-Ferrari     | 1:52,776   | +3,587    | 23         |
| 17       | Esteban Gutiérrez | Sauber-Ferrari       | 1:53,955   | +4,766    | 7          |
| 18       | Max Chilton       | Marussia-Ferrari     | 1:54,040   | +4,851    | 18         |
| 19       | Marcus Ericsson   | Caterham-Renault     | 1:54,050   | +4,861    | 30         |
| 20       | André Lotterer    | Caterham-Renault     | 1:54,093   | +4,904    | 24         |
| 21       | Pastor Maldonado  | Lotus-Renault        | idő nélkül |           | 2          |
| 22       | Sebastian Vettel  | Red Bull-Renault     | idő nélkül |           | 0          |

### Harmadik szabadedzés
A belga nagydíj harmadik szabadedzését augusztus 23-án, szombaton délelőtt tartották.
| helyezés | versenyző         | csapat/motor         | elért idő | különbség | futott kör |
| -------- | ----------------- | -------------------- | --------- | --------- | ---------- |
| 1        | Valtteri Bottas   | Williams-Mercedes    | 1:49,465  | −         | 12         |
| 2        | Daniel Ricciardo  | Red Bull-Renault     | 1:49,733  | +0,268    | 9          |
| 3        | Nico Rosberg      | Mercedes             | 1:49,739  | +0,274    | 13         |
| 4        | Kimi Räikkönen    | Ferrari              | 1:49,817  | +0,352    | 9          |
| 5        | Lewis Hamilton    | Mercedes             | 1:49,817  | +0,352    | 13         |
| 6        | Fernando Alonso   | Ferrari              | 1:49,890  | +0,425    | 9          |
| 7        | Danyiil Kvjat     | Toro Rosso-Renault   | 1:49,893  | +0,428    | 11         |
| 8        | Jenson Button     | McLaren-Mercedes     | 1:50,203  | +0,738    | 11         |
| 9        | Felipe Massa      | Williams-Mercedes    | 1:50,423  | +0,958    | 11         |
| 10       | Jean-Éric Vergne  | Toro Rosso-Renault   | 1:50,535  | +1,070    | 10         |
| 11       | Sergio Pérez      | Force India-Mercedes | 1:50,592  | +1,127    | 12         |
| 12       | Kevin Magnussen   | McLaren-Mercedes     | 1:50,748  | +1,283    | 11         |
| 13       | Sebastian Vettel  | Red Bull-Renault     | 1:50,814  | +1,349    | 10         |
| 14       | Nico Hülkenberg   | Force India-Mercedes | 1:50,866  | +1,401    | 11         |
| 15       | Adrian Sutil      | Sauber-Ferrari       | 1:50,962  | +1,497    | 12         |
| 16       | Romain Grosjean   | Lotus-Renault        | 1:51,509  | +2,044    | 9          |
| 17       | Pastor Maldonado  | Lotus-Renault        | 1:51,610  | +2,145    | 10         |
| 18       | Esteban Gutiérrez | Sauber-Ferrari       | 1:51,898  | +2,433    | 15         |
| 19       | Jules Bianchi     | Marussia-Ferrari     | 1:52,457  | +2,992    | 14         |
| 20       | Max Chilton       | Marussia-Ferrari     | 1:52,984  | +3,519    | 14         |
| 21       | Marcus Ericsson   | Caterham-Renault     | 1:54,294  | +4,829    | 11         |
| 22       | André Lotterer    | Caterham-Renault     | 1:55,008  | +5,543    | 13         |

## Időmérő edzés
A belga nagydíj időmérő edzését augusztus 23-án, szombaton futották.
| helyezés              | rajtszám | versenyző         | csapat/motor         | 1. rész  | 2. rész  | 3. rész  | rajthely | futott kör |
| --------------------- | -------- | ----------------- | -------------------- | -------- | -------- | -------- | -------- | ---------- |
| 1                     | 6        | Nico Rosberg      | Mercedes             | 2:07,130 | 2:06,723 | 2:05,591 | 1        | 22         |
| 2                     | 44       | Lewis Hamilton    | Mercedes             | 2:07,280 | 2:06,609 | 2:05,819 | 2        | 22         |
| 3                     | 1        | Sebastian Vettel  | Red Bull-Renault     | 2:10,105 | 2:08,868 | 2:07,717 | 3        | 24         |
| 4                     | 14       | Fernando Alonso   | Ferrari              | 2:10,197 | 2:08,450 | 2:07,786 | 4        | 21         |
| 5                     | 3        | Daniel Ricciardo  | Red Bull-Renault     | 2:10,089 | 2:08,989 | 2:07,911 | 5        | 21         |
| 6                     | 77       | Valtteri Bottas   | Williams-Mercedes    | 2:09,250 | 2:08,451 | 2:08,049 | 6        | 23         |
| 7                     | 20       | Kevin Magnussen   | McLaren-Mercedes     | 2:11,081 | 2:08,901 | 2:08,679 | 7        | 22         |
| 8                     | 7        | Kimi Räikkönen    | Ferrari              | 2:09,885 | 2:08,646 | 2:08,780 | 8        | 21         |
| 9                     | 19       | Felipe Massa      | Williams-Mercedes    | 2:08,403 | 2:08,833 | 2:09,178 | 9        | 20         |
| 10                    | 22       | Jenson Button     | McLaren-Mercedes     | 2:10,529 | 2:09,272 | 2:09,776 | 10       | 22         |
| 11                    | 26       | Danyiil Kvjat     | Toro Rosso-Renault   | 2:10,445 | 2:09,377 |          | 11       | 16         |
| 12                    | 25       | Jean-Éric Vergne  | Toro Rosso-Renault   | 2:09,811 | 2:09,805 |          | 12       | 13         |
| 13                    | 11       | Sergio Pérez      | Force India-Mercedes | 2:10,666 | 2:10,084 |          | 13       | 16         |
| 14                    | 99       | Adrian Sutil      | Sauber-Ferrari       | 2:11,051 | 2:10,238 |          | 14       | 17         |
| 15                    | 8        | Romain Grosjean   | Lotus-Renault        | 2:10,898 | 2:11,087 |          | 15       | 16         |
| 16                    | 17       | Jules Bianchi     | Marussia-Ferrari     | 2:11,051 | 2:12,470 |          | 16       | 14         |
| 17                    | 13       | Pastor Maldonado  | Lotus-Renault        | 2:11,261 |          |          | 17       | 9          |
| 18                    | 27       | Nico Hülkenberg   | Force India-Mercedes | 2:11,267 |          |          | 18       | 8          |
| 19                    | 4        | Max Chilton       | Marussia-Ferrari     | 2:12,566 |          |          | 19       | 8          |
| 20                    | 21       | Esteban Gutiérrez | Sauber-Ferrari       | 2:13,414 |          |          | 20       | 4          |
| 21                    | 45       | André Lotterer    | Caterham-Renault     | 2:13,469 |          |          | 21       | 9          |
| 22                    | 9        | Marcus Ericsson   | Caterham-Renault     | 2:14,438 |          |          | 22       | 9          |
| 107%-os idő: 2:16,029 |          |                   |                      |          |          |          |          |            |

## Futam
A belga nagydíj futama augusztus 24-én, vasárnap rajtolt.
| helyezés | rajtszám | versenyző         | csapat/motor         | futott kör | idő/kiesés oka   | rajthely | pont |
| -------- | -------- | ----------------- | -------------------- | ---------- | ---------------- | -------- | ---- |
| 1        | 3        | Daniel Ricciardo  | Red Bull-Renault     | 44         | 1:24:36,556      | 5        | 25   |
| 2        | 6        | Nico Rosberg      | Mercedes             | 44         | +3,383           | 1        | 18   |
| 3        | 77       | Valtteri Bottas   | Williams-Mercedes    | 44         | +28,032          | 6        | 15   |
| 4        | 7        | Kimi Räikkönen    | Ferrari              | 44         | +36,815          | 8        | 12   |
| 5        | 1        | Sebastian Vettel  | Red Bull-Renault     | 44         | +52,196          | 3        | 10   |
| 6        | 22       | Jenson Button     | McLaren-Mercedes     | 44         | +54,580          | 10       | 8    |
| 7        | 14       | Fernando Alonso   | Ferrari              | 44         | +1:01,162        | 4        | 6    |
| 8        | 11       | Sergio Pérez      | Force India-Mercedes | 44         | +1:04,293        | 13       | 4    |
| 9        | 26       | Danyiil Kvjat     | Toro Rosso-Renault   | 44         | +1:05,347        | 11       | 2    |
| 10       | 27       | Nico Hülkenberg   | Force India-Mercedes | 44         | +1:05,697        | 18       | 1    |
| 11       | 25       | Jean-Éric Vergne  | Toro Rosso-Renault   | 44         | +1:11,920        | 12       |      |
| 12[1]    | 20       | Kevin Magnussen   | McLaren-Mercedes     | 44         | +1:14,262        | 7        |      |
| 13       | 19       | Felipe Massa      | Williams-Mercedes    | 44         | +1:15,975        | 9        |      |
| 14       | 99       | Adrian Sutil      | Sauber-Ferrari       | 44         | +1:22,447        | 14       |      |
| 15       | 21       | Esteban Gutiérrez | Sauber-Ferrari       | 44         | +1:30,825        | 20       |      |
| 16       | 4        | Max Chilton       | Marussia-Ferrari     | 43         | +1 kör           | 19       |      |
| 17       | 9        | Marcus Ericsson   | Caterham-Renault     | 43         | +1 kör           | 22       |      |
| 18[2]    | 17       | Jules Bianchi     | Marussia-Ferrari     | 39         | sebességváltó    | 16       |      |
| ki       | 44       | Lewis Hamilton    | Mercedes             | 38         | baleseti sérülés | 2        |      |
| ki       | 8        | Romain Grosjean   | Lotus-Renault        | 33         | erőforrás        | 15       |      |
| ki       | 13       | Pastor Maldonado  | Lotus-Renault        | 1          | kipufogó         | 17       |      |
| ki       | 45       | André Lotterer    | Caterham-Renault     | 1          | elektronika      | 21       |      |

Megjegyzés:
- ↑ 1:  — Kevin Magnussen hatodikként ért célba, de utólag 20 másodperces időbüntetést kapott Fernando Alonso leszorításáért.[3]
- ↑ 2:  — Jules Bianchi nem fejezte be a versenyt, de helyezését értékelték, mivel teljesítette a versenytáv több, mint 90%-át.

## A világbajnokság állása a verseny után
| H   | Versenyzők       | Pont | H   | Konstruktőrök        | Pont |
| --- | ---------------- | ---- | --- | -------------------- | ---- |
| 1.  | Nico Rosberg     | 220  | 1.  | Mercedes             | 411  |
| 2.  | Lewis Hamilton   | 191  | 2.  | Red Bull-Renault     | 254  |
| 3.  | Daniel Ricciardo | 156  | 3.  | Ferrari              | 160  |
| 4.  | Fernando Alonso  | 121  | 4.  | Williams-Mercedes    | 150  |
| 5.  | Valtteri Bottas  | 110  | 5.  | McLaren-Mercedes     | 105  |
| 6.  | Sebastian Vettel | 98   | 6.  | Force India-Mercedes | 103  |
| 7.  | Nico Hülkenberg  | 70   | 7.  | Toro Rosso-Renault   | 19   |
| 8.  | Jenson Button    | 68   | 8.  | Lotus-Renault        | 8    |
| 9.  | Felipe Massa     | 40   | 9.  | Marussia-Ferrari     | 2    |
| 10. | Kimi Räikkönen   | 39   | 10. | Sauber-Ferrari       | 0    |

(A teljes táblázat)

## Statisztikák
- Vezető helyen:
  - Lewis Hamilton: 1 kör (1)
  - Nico Rosberg: 6 kör (2-7)
  - Daniel Ricciardo: 36 kör (8-11 / 13-44)
  - Valtteri Bottas: 1 kör (12)
- Daniel Ricciardo 3. győzelme.
- Nico Rosberg 11. pole-pozíciója és 9. leggyorsabb köre.
- A Red Bull 50. győzelme.
- Daniel Ricciardo 6., Nico Rosberg 21., Valtteri Bottas 4. dobogós helyezése.